# Xylophanes indistincta
Xylophanes indistincta là một loài bướm đêm thuộc họ Sphingidae. Nó được tìm thấy ở tây nam Brasil.
Nó gần giống loài Xylophanes aristor nhưng nhỏ hơn. Con trưởng thành có thể bay quanh năm. Ấu trùng có thể ăn Psychotria panamensis, Psychotria nervosa và Pavonia guanacastensis.

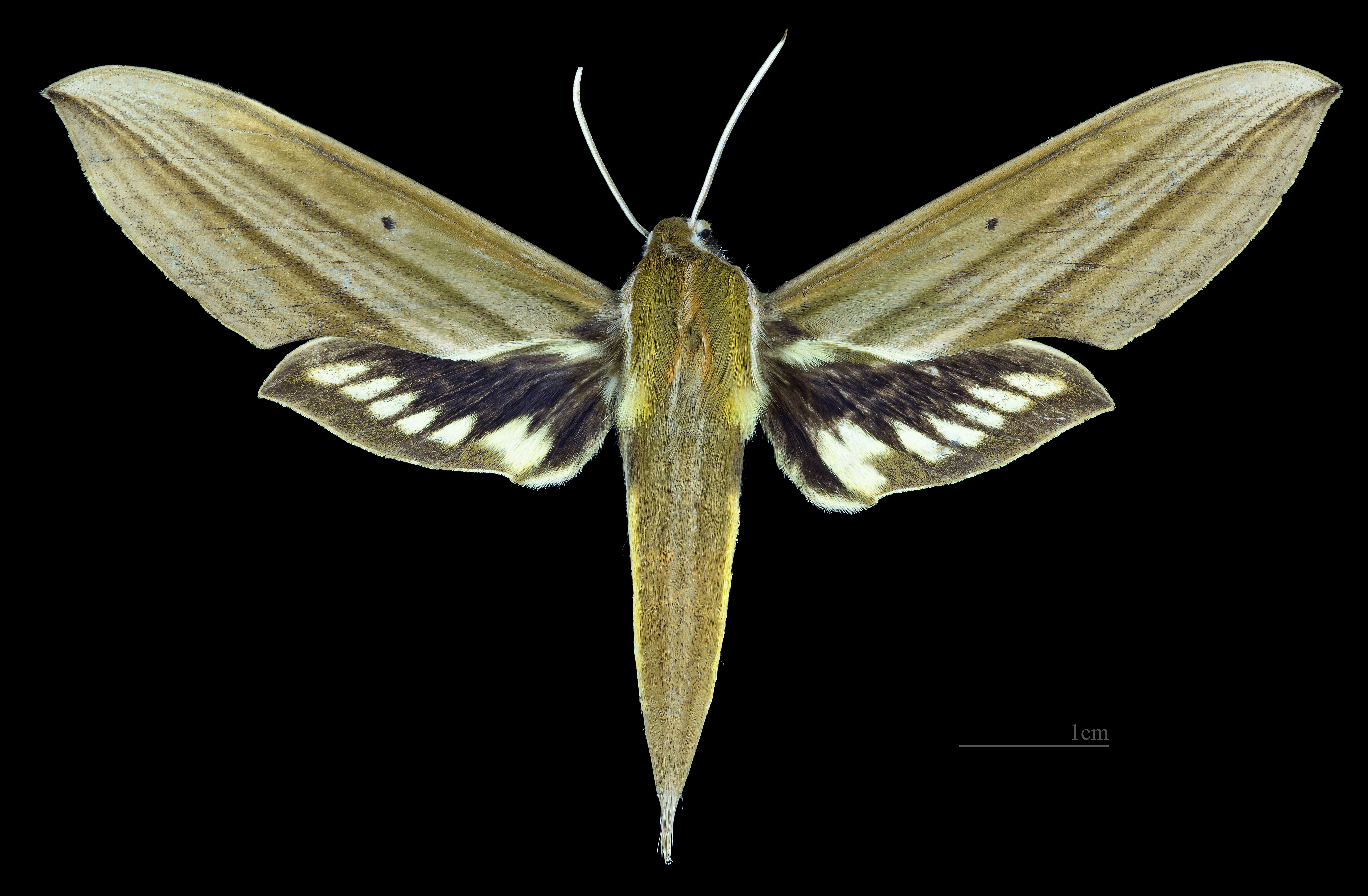
Xylophanes indistincta ♀
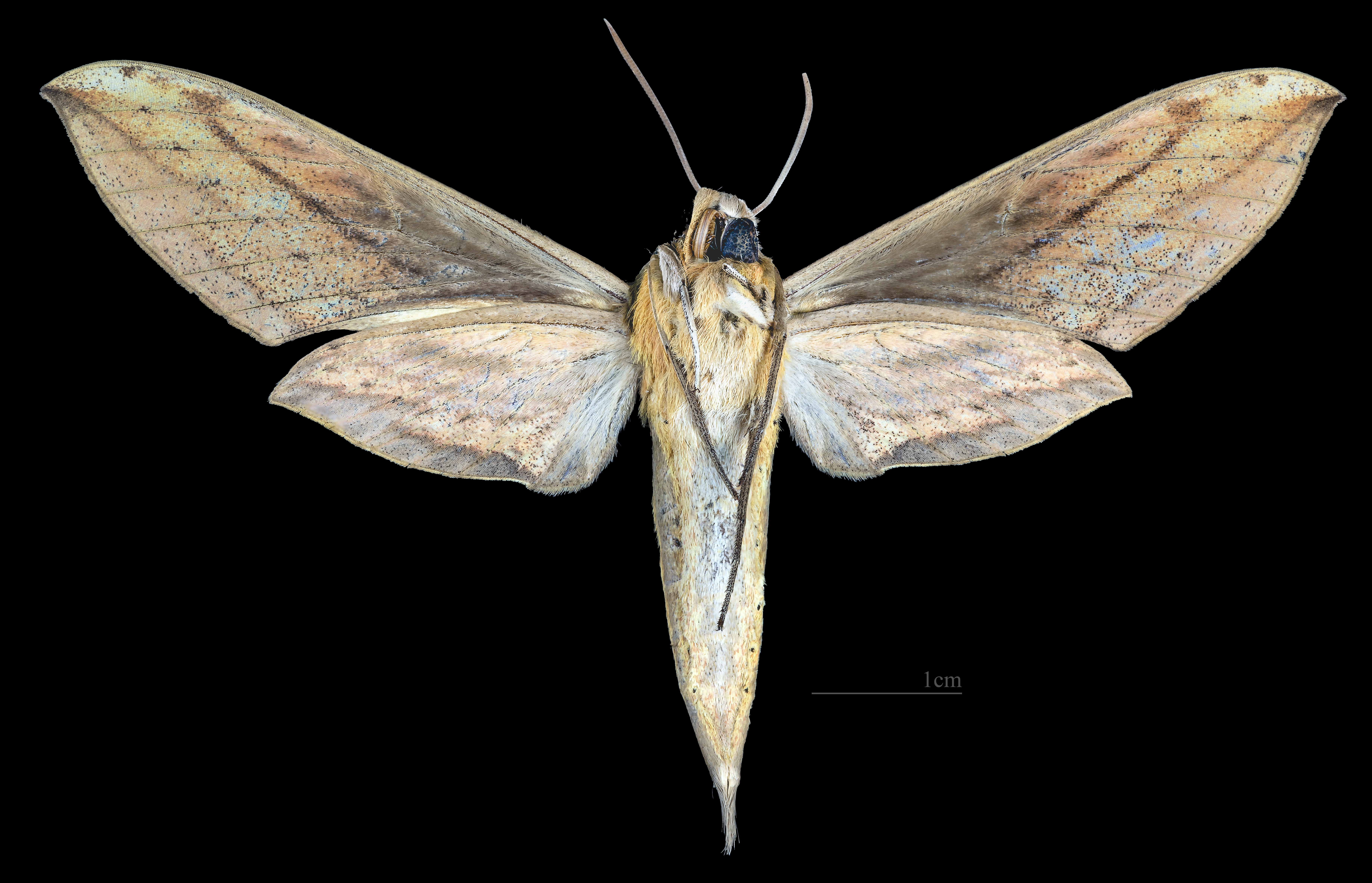
Xylophanes indistincta ♀ △